# U-20ラグビーナミビア代表
U-20ラグビーナミビア代表（英語: Namibia national under-20 rugby union team）は、20歳以下の選手で構成されるラグビーナミビア代表チームである。愛称はフル15人制代表と同じ「ウェルウィッチアス (Welwitschias)」。
ワールドラグビーU20トロフィーなどに出場している。

## 歴史
2008年、初年度のワールドラグビーU20トロフィーで初出場。

## 成績

### ワールドラグビーU20トロフィー
- 2008年 - 5位
- 2009年 - 5位
- 2013年 - 8位
- 2014年 - 6位
- 2015年 - 6位
- 2016年 - 4位
- 2017年 - 4位
- 2018年 - 4位